# Boku ga Aishita Subete no Kimi e
Boku ga Aishita Subete no Kimi e (僕が愛したすべての君へ lit. A todos los que amaba?), también conocido como To Every You I've Loved Before en inglés, es una novela romántica japonesa de ciencia ficción escrita por Yomoji Otono y publicada por Hayakawa Publishing el 23 de junio de 2016. Una adaptación cinematográfica de anime de Bakken Record se estrenó en Japón el 7 de octubre de 2022.
El mismo día, Hayakawa Publishing publicó una segunda novela titulada To Me, The One Who Loved You (Kimi o Aishita Hitori no Boku e), también escrita por Yomoji Otono. Una adaptación cinematográfica de anime de To Me, The One Who Loved You de TMS Entertainment también se estrenó el 7 de octubre de 2022.
La tercera entrega de la serie de novelas titulada "僕が君の名前を呼ぶから" (Boku ga Kimi no Namae o Yobukara), también escrita por Yomoji Otono, fue publicada por Hayakawa Publishing en 10 de agosto de 2022.

## Personajes

### Boku ga Aishita Subete no Kimi e
Koyomi Takasaki (高崎暦 Takasaki Koyomi?)
 Seiyū: Hio Miyazawa
Kazune Takigawa (瀧川和音 Takigawa Kazune?)
 Seiyū: Ai Hashimoto

### Kimi o Aishita Hitori no Boku e
Koyomi Hidaka (日高暦 Hidaka Koyomi?)
 Seiyū: Hio Miyazawa
Shiori Satō (佐藤栞 Satō Shiori?)
 Seiyū: Aju Makita

## Contenido de la obra

### Novela
En Anime Expo 2022, Seven Seas Entertainment anunció que obtuvo la licencia de ambas novelas para su publicación en inglés. Ambas novelas se lanzarán en inglés el 6 de junio de 2023.

### Películas
Una adaptación cinematográfica de anime de Boku ga Aishita Subete no Kimi e y una adaptación cinematográfica de anime de Kimi o Aishita Hitori no Boku e se anunciaron el 16 de septiembre de 2021. La película Boku ga Aishita Subete no Kimi e es producida por Bakken Record y dirigida por Jun Matsumoto, mientras que la película Kimi o Aishita Hitori no Boku ees producida por TMS Entertainment y dirigida por Ken'ichi Kasai. Riko Sakaguchi está escribiendo el guion de ambas películas, a Shimano se le atribuyen los conceptos de diseño de personajes de ambas películas, y Takashi Ohmama está componiendo la música para ambas películas.
El tema principal de la segunda película es "Kumo o Kō" (Love the Clouds) interpretada por Keina Suda, mientras que el tema principal de To Me, The One Who Loved You es "Shion" (Aster) interpretada por Saucy Dog. Ambas películas se estrenaron el 7 de octubre de 2022. Crunchyroll obtuvo la licencia de ambas películas fuera de Asia.